# Diari d'atenció centrada en la persona
El diari d'atenció centrada en la persona, diari d'atenció centrada en el pacient o abreujat diari ACP és un recull escrit d'informacions pertinents d'una persona que viu a un centre residencial. És una eina d'atenció centrada en la persona. Ha de donar continuïtat a la captació d'informació per facilitar la relació entre el personal i el resident durant tota la estada. Així contribuir a adaptar-se al la singularitat de cada resident, la seva història personal així com garantir-li una màxima autonomia. Alhora facilita la comunicació entre els professionals per organitzar una assistència adequada.

## Metodologia
El diari ACP és una eina viva, de continuïtat, durant tota la estada. S'hi recullen tots els aspectes vinculats que poden facilitar o millorar l'estada del resident. Cada membre de l'equip hi pot anotar informacions, anotant la data en què ho registra. És aconsellable que el responsable del diari ACP sigui el referent assistencial associat a la persona però cadascú de l'equip hi pot contribuir.
Pel caràcter privat de la informació, el document ha d'estar en un lloc accessible però alhora protegit en compliment de la Llei Orgànica de protecció de dades de caràcter personal (LOPDP) i s'ha de garantir-ne la confidencialitat. Pot ser un complement interessant de cara a l'equip de professionals que realitzen les propostes i revisions del PAI.

No cal repetir-hi informació coneguda, però sí tot el que és nou i pot ajudar a atendre millor la persona. És important escriure-hi tan bon punt es tingui coneixement de la informació rellevant. Cadascú no només hi ha d'escriure, però també llegir-lo per fer servir la informació en la seva feina. No és un llibre d'incidències diàries. S'ha de vetllar a un llenguatge polit, que respecti la dignitat, honor i dret a la privacitat i intimitat.
Es pot començar el diari ACP en el marc de les reunions de l'equip (equip de millora associat a l'ACP) que es convoqui de forma després de l'ingrés de la persona. Hi poden contribuir tots els professionals del centre, quan hi afegeixen la data i llur nom. És útil que hi hagi un referent assistencial o un membre de l'equip qui coordona el diari. Pot contribuir en qualsevol reunió on es prenen decisions sobre l'organització de l'assistència.